# Eugen Fink

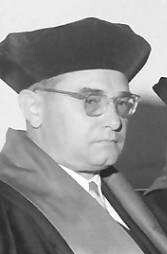
Eugen Fink (1957)

Eugen Fink (* 11. Dezember 1905 in Konstanz; † 25. Juli 1975 in Freiburg im Breisgau) war ein deutscher Philosoph.

## Leben
Fink wurde 1905 als Sohn eines Beamten geboren. Seine ersten Schuljahre verbrachte er bei einem Onkel, der katholischer Pfarrer war; anschließend besuchte er ein Gymnasium in Konstanz, wo er durch sein außergewöhnliches Gedächtnis auffiel. Nach seinem Abitur 1925 studierte er Philosophie, Geschichte, Germanistik und Volkswirtschaft, zunächst in Münster und Berlin, dann in Freiburg bei Edmund Husserl.
1929 wurde Fink bei Husserl und Martin Heidegger mit der Dissertation Vergegenwärtigung und Bild. Beiträge zur Phänomenologie der Unwirklichkeit promoviert. Ein Jahr später wurde Husserl emeritiert. Da seine Lehre, die Phänomenologie, sich weiterhin großer Beliebtheit erfreute, und viele Studenten deshalb auch aus dem Ausland nach Freiburg kamen, wurde Eugen Fink von Husserl beauftragt, vor allem für diese Studenten private Seminare abzuhalten. Als Husserl nach 1933 unter den Nationalsozialisten unerwünscht war, verzichtete Fink auf eine weitere Universitätskarriere und blieb als Privatassistent bei Husserl. Nach dessen Tod 1938 half Fink, Husserls Nachlass nach Löwen in Sicherheit zu bringen. Im Exil in Löwen widmete er sich ganz diesem Nachlass, bis 1940 alle Deutschen in Belgien als vermeintliche Spione verhaftet wurden. Fink wurde in einem französischen Lager interniert und blieb dort, bis die deutsche Wehrmacht Frankreich besetzte. Nach der Besetzung Frankreichs durch deutsche Truppen wurde Fink zur Wehrmacht eingezogen, wo er als einfacher Soldat bei der Flugabwehr bis Mai 1945 diente.
Nach dem Krieg habilitierte sich Eugen Fink an der Freiburger Universität mit der schon aus dem Jahr 1932 stammenden Schrift Die Idee einer transcendentalen Methodenlehre. Ab 1948 war er ordentlicher Professor für Philosophie und Erziehungswissenschaft. Eng mit seinem Namen verbunden blieb das Heraklit-Seminar, das er zusammen mit Martin Heidegger im Wintersemester 1966/67 abhielt. Zu einem der Nachfolger Heideggers auf dessen Lehrstuhl zu werden lehnte Fink 1964 ab.
Nach zunehmenden gesundheitlichen Problemen ließ Fink sich 1971 emeritieren. Er starb am 25. Juli 1975 an einem Schlaganfall.
Sein Bruder war der Theologe und Historiker Karl August Fink.

## Philosophie
Finks zentrales Anliegen war es, das ursprüngliche Phänomen der Welt zur Sprache zu bringen. Gewöhnlich wird das, was Welt bedeutet, vom Sein der innerweltlich begegnenden Dinge her verstanden:
Die Welt erscheint dann als eine Art riesiger Behälter, als Ding, in dem alle anderen Dinge enthalten sind, und wird so gerade in ihrer Eigentümlichkeit verfehlt. Im Gegensatz dazu zeigt Fink, dass die Welt nicht selbst etwas dinghaft Seiendes ist, sondern der Horizont, der für jedes Erscheinen eines Seienden die Bedingung bildet. Diesen ontologischen Unterschied zwischen Welt und innerweltlich Seiendem bezeichnet Fink als "kosmologische Differenz". In weiterführenden Erörterungen nähert sich Fink dem Weltphänomen in einer metaphorischen Sprache: Zum Phänomen der Welt gehört wesentlich das "Spiel" und der "Streit" zwischen lichtendem "Himmel" und bergend-verbergender "Erde". Diese in philosophischer Nähe zu Heidegger entfalteten Überlegungen will Fink jedoch nicht als reine Poesie verstanden wissen, sondern als Versuch, sich originär an das Phänomen der Welt zu halten, das durch eine an den Dingen geschulte Begriffssprache verfehlt würde. Der Sinngehalt der Rede vom "Streit" zwischen "Himmel" und "Erde" ist aber hinsichtlich der Welt als notwendiger Bedingung für das Erscheinen des Seienden explizierbar: Welt ist einerseits das Offene, dessen jedes Erscheinen bedarf ("Himmel"); andererseits ist Welt auch das Bergende, in dem jedwedes Seiende sich hält und aufhält, um zu erscheinen ("Erde").

## Pädagogik
Fink entwickelte eine Sozialphänomenologie, koexistentiale Anthropologie und eine systematische Erziehungsphilosophie. Nach dem Zusammenbruch allgemeinverbindlicher Leit- und Weltbilder in der Moderne und Spätmoderne, oder, wie Fink mit Nietzsche sagt, mit der Heraufkunft des Nihilismus, stellt sich die Frage, welche produktive Rolle die Wissenschaften und damit auch die Erziehungswissenschaft überhaupt in einer beschleunigten, technisierten und ökonomisierten Gesellschaft spielen können; d. h. ob sie gesellschaftlich relevante Leitbildorientierung hervorzubringen vermögen. Fink beschreibt diese krisenhafte Situation des modernen Menschen als Notlage. Die Notlage ist die "pädagogische Grundsituation unserer Zeit". Fink beginnt mit einer anthropologischen Analyse von Handlungsfeldern bzw. Praxen. Er beschreibt in der sozialphänomenologischen Analyse fünf „Grundphänomene des menschlichen Daseins“ als kulturelle Praxen: ästhetische (Spiel), politische (Herrschaft, Macht, Technik), tätig-kulturelle (Arbeit), geschlechtliche (Liebe), zeitliche (Tod) Praxen werden durch eine sechste, pädagogische (Erziehung) ergänzt. Diese Praxen gelten als soziale (koexistentielle) und leibliche Praxen in Zeit und Raum menschlich-politischer Gesellschaft und als Ausdruck existentieller Sorge um das Dasein nach dem „Ende der großen Erzählungen“ (Lyotard). In der Erziehung werden Sorge und Fürsorge, Lernen, Staunen und Fragen sowie Beraten zu koexistentiellen, lebensweltlichen  Handlungsfeldern, die produktiv auf die Bruchhaftigkeit, Endlichkeit und Zufälligkeit menschlicher Existenz reagieren und den Bezug zur Welt, dem Anderen und Fremden offenhalten und eröffnen. Weil es keine autoritative, letztgültige oder universale Sinndeutung von Welt und Gesellschaft mehr gibt, ist es Aufgabe insbesondere der Pädagogik, Sinndeutungen in leiblich und weltlich gebundener Freiheit entwerfend und gemeinschaftlich zu produzieren. Das geschieht ohne Aussicht darauf, eine endgültige Versöhnung der modernen Bruchhaftigkeit und Unübersichtlichkeit zu erlangen.
Die in der humanistischen Tradition erhoffte Totalität von Mensch und Welt, Mensch und Natur und die geisteswissenschaftliche Vorstellung einer durch die Autorität der Kultur verbürgten Kontinuität der Generationenfolge sind zerbrochen. „Der Mensch als Fragment“ – so Finks anthropologische Grundthese – existiert nicht als fertiges Seiendes oder als Gegenstand. Er kann sich selbst im Selbst- und Weltverhältnis nur fragmentarisch erfahren. Bildung kann nicht (mehr) Allgemeinbildung im Modus von Ganzheit und Versöhnung sein. Sie ist fragmentarische Bildung und produktiver Umgang mit der existentiellen Notlage, sich nur noch fragmentarisch erfahren zu können. Sie wird so zu einem praktisch-existentiellen Sinn-Experiment unter Bedingungen der Vorläufigkeit und Unsicherheit. Sie ist damit existentielle und koexistentielle Praxis als Produktion und Entwurf von Sinn. Sie wird reflexiv: Zum einen dadurch, dass in der (phänomenologischen) Variation unterschiedliche Erfahrungsweisen in Politik, Kunst, Liebe, Zeit und Arbeit Differenzen markiert und verglichen werden können, zum anderen darin, dass in einer skeptischen Einklammerung (Reduktion) eine Befreiung vom faktisch Geltenden sowie eine Sicht auf das Mögliche erreicht werden kann.

## Politik
Fink war ab Mitte der 1950er Jahre in der GEW aktiv und leitete den Oberaudorfer Kreis zur Hochschulreform von 1959 bis 1964. Wichtige Themen waren dabei die Lehrerbildung und die Entwicklung der Pädagogischen Hochschulen. Er legte im Juni 1960 als ‚Chefideologe‘ den Bremer Plan der Lehrergewerkschaften in der ADGL vor, der die Schulreformen der folgenden Jahre einleitete, vor allem die Entkonfessionalisierung der Volksschule und die Verlängerung der Schulpflicht. Gefordert wurde auch die Einheitsschule bis zur 10. Klasse.

## Veröffentlichungen (Auswahl)
- Vom Wesen des Enthusiasmus, Freiburg 1947
- Oase des Glücks. Gedanken zu einer Ontologie des Spiels. Alber, Freiburg / München 1957
- Zur ontologischen Frühgeschichte von Raum – Zeit – Bewegung, Den Haag 1957
- Alles und Nichts, Den Haag 1959
- Spiel als Weltsymbol, Stuttgart 1960. Neuauflage hrsg. von Cathrin Nielsen u. Hans Rainer Sepp. (Enthält auch Oase des Glücks.) Alber, Freiburg / München 2009, ISBN 978-3-495-46315-4
- Nietzsches Philosophie, Stuttgart 1960
- Metaphysik und Tod, Stuttgart 1969
- Bewußtseinsanalytik und Weltproblem. In: Phänomenologie – lebendig oder tot? Badenia, Karlsruhe 1969, S. 9–17(Digitalisat).
- Metaphysik der Erziehung im Weltverständnis von Plato und Aristoteles, Frankfurt/Main 1970, ISBN 978-3-465-01634-2
- Erziehungswissenschaft und Lebenslehre, Freiburg 1970
- Epiloge zur Dichtung, Frankfurt/Main 1971, ISBN 978-3-465-00861-3
- Traktat über die Gewalt des Menschen, Vittorio Klostermann, Frankfurt/Main 1974, Erstveröffentlichung in zwei Teilen in: Philosophische Perspektiven, Band 1, S. 70–175 und Band 2, S. 26–133, Frankfurt/Main 1969 und 1970
- Sein und Mensch. Vom Wesen der ontologischen Erfahrung, Freiburg 1977
- Grundfragen der systematischen Pädagogik, Freiburg 1978
- Grundphänomene des menschlichen Daseins, 2., unveränderte Auflage. Freiburg 1995, ISBN 978-3-495-47399-3
- Grundfragen der antiken Philosophie, Würzburg 1985
- Welt und Endlichkeit, Würzburg 1990
- Natur, Freiheit, Welt: Philosophie der Erziehung, Würzburg 1992
- Heraklit. Seminar mit Martin Heidegger, Frankfurt/Main 1996 (2), ISBN 978-3-465-02878-9
- Hegel, Frankfurt 2006 (2), ISBN 978-3-465-03519-0

Gesamtausgabe
Die Eugen-Fink-Gesamtausgabe ist textkritisch angelegt und  umfasst sämtliche von Fink selbst publizierte Arbeiten sowie die zum größten Teil noch unveröffentlichten Schriften seines umfangreichen Nachlasses. Jeder Band bringt außer dem textkritischen Apparat ein Nachwort, in dem die publizierten Texte entwicklungsgeschichtlich situiert werden.
Sie wird herausgegeben von Stephan Grätzel, Cathrin Nielsen und Hans Rainer Sepp unter Mitwirkung von Annette Hilt und Franz-Anton Schwarz. Die Ausgabe ist auf 20 Bände angelegt und erscheint ab 2006 im Verlag Karl Alber, Freiburg i. Br. / München
Abt. I: Phänomenologie und Philosophie
- Bd. 1: Nähe und Distanz. Studien zur Phänomenologie. 2011. ISBN 978-3-495-46301-7
- Bd. 2: Textentwürfe zur Phänomenologie
- Bd. 3: Phänomenologische Werkstatt. Finks Mitarbeit bei Edmund Husserl (4 Teilbände)
  - Bd. 1: Die Doktorarbeit und erste Assistenzjahre bei Husserl. 2006. ISBN 978-3-495-46303-1
  - Bd. 2: Bernauer Zeitmanuskripte, Cartesianische Meditationen und System der phänomenologischen Philosophie. 2008. ISBN 978-3-495-46304-8
  - Bd. 3: Grammata: zu Husserls Krisis-Schriften, Dorothy Ott-Seminare, Interpretationen zu Kant und Hegel, Notizen zu Gesprächen im Umkreis der Freiburger Phänomenologie. 2011. ISBN 978-3-495-46305-5
- Bd. 4: Vom Wesen der Philosophie

Abt. II: Ontologie – Kosmologie – Anthropologie
- Bd. 5: Sein und Endlichkeit (2 Teilbände)
- Bd. 6: Sein – Wahrheit – Welt. 2018. ISBN 978-3-495-46314-7
- Bd. 7: Spiel als Weltsymbol. 2010. ISBN 978-3-495-46315-4
- Bd. 8: Grundphänomene des menschlichen Daseins
- Bd. 9: Mode. Ein verführerisches Spiel
- Bd. 10: Epiloge zur Dichtung

Abt. III: Philosophische Ideengeschichte
- Bd. 11: Grundfragen der antiken Philosophie
- Bd. 12: Descartes – Leibniz – Kant
- Bd. 13: Epilegomena zu I. Kants Kritik der reinen Vernunft (3 Teilbände). 2011. ISBN 978-3-495-46302-4
- Bd. 14: Hegel
- Bd. 15: Nietzsche

Abt. IV: Sozialphilosophie und Pädagogik
- Bd. 16: Existenz und Co-Existenz
- Bd. 17: Gesellschaft – Staat – Erziehung (2 Teilbände)
- Bd. 18: Philosophie der Erziehung (3 Teilbände)
- Bd. 19: Metaphysik der Erziehung. Im Weltverständnis von Platon und Aristoteles
- Bd. 20: Geschichte der Pädagogik der Neuzeit (2 Teilbände)